# Ousmane Sonko
Ousmane Sonko (Thiès, 15 de julio de 1974) es un político y exinspector fiscal senegalés que se desempeña como Primer ministro de su país desde 2024. Desde 2017 hasta 2022 fue diputado en la Asamblea Nacional de Senegal. En 2019 se presentó a las elecciones presidenciales siendo el candidato más joven en postularse. En febrero de 2021 fue acusado de violación por una joven. Tras la denuncia la Asamblea Nacional le retiró la inmunidad. A principios de marzo se dirigió a declarar ante el juez con numerosos seguidores y fue detenido el 3 de marzo. Numerosas manifestaciones de protesta por su detención provocaron en los siguientes días al menos 5 muertos. Fue liberado el 8 de marzo sin embargo el proceso continúa. La joven insiste en mantener su denuncia.

## Biografía
Ousmane Sonko nació en Thiès, Senegal, y pasó su infancia en Sébikotane (cerca de Dakar) y Casamanza. Su padre es de Casamanza y su madre es de Khombole.
Recibió una licenciatura en 1993 y una maestría en Ciencias Jurídicas en 1999, con especialización en derecho público, por parte de la Universidad Gaston Berger de Saint-Louis, Senegal. Tras obtener su maestría, asistió a la Escuela Nacional de Administración y Poder Judicial (ENAM). Pasó 15 años de servicio como especialista en impuestos.
Es el presidente del partido político Pastef -Les Patriotes "Patriotas de Senegal por la Ética, el Trabajo y la Fraternidad", creado en 2014. En las elecciones legislativas de 2017 logró un escaño como diputado en la Asamblea Nacional de Senegal por la coalición NDAWI ASKAN WI/Alternativa Popular en la Asamblea Nacional.
En 2016, Sonko pasó de ser inspector de impuestos a denunciar y exponer prácticas corruptas como los paraísos fiscales en el extranjero por parte de la élite senegalesa, y la existencia de una planta de procesamiento de arenas minerales de $50 millones. SNC Lavalin-Mauritius Ltd, una empresa canadiense utilizó una cobertura para evitar pagar unos 8,9 millones de dólares en impuestos. Fue despedido como resultado de su activismo.
Es visto por muchos como una estrella en ascenso en la política senegalesa.
En septiembre de 2021, Ousmane Sonko lanza la coalición "Yewwi askan wi" ("Liberen al pueblo" en wolof), esta coalición apunta según sus iniciadores a conquistar los concejos municipales y departamentales, controlados en su casi totalidad por la coalición presidencial desde el Elecciones de marzo de 2014.
En octubre de 2023, el tribunal de Ziguinchor anula la exclusión de Ousmane Sonko de las listas electorales para las elecciones presidenciales de 2024. Una decisión impugnada por los abogados del Estado, que anuncian un recurso ante el Tribunal Supremo.
El 14 de diciembre de 2023 se dicta sentencia en el nuevo juicio sobre la elegibilidad de Ousmane Sonko y Ousmane Sonko es declarado elegible y reintegrado en las listas electorales.
El 15 de marzo de 2024, Ousmane Sonko salió de prisión.

### Primer ministro
Tras la victoria de su aliado Bassirou Diomaye Faye, en las elecciones presidenciales senegalesas de 2024, Sonko fue nombrado Primer Ministro de Senegal poco después de la toma de posesión de Faye como presidente el 2 de abril de 2024.

## Denuncia en 2021
En la noche del 2 al 3 de febrero de 2021, Adji S., una mujer de 20 años empleada en un salón de belleza, presentó una denuncia contra Ousmane Sonko por "violación y amenazas de muerte" ante el comandante de la brigada de investigación de la Gendarmería de Colobane, en Dakar. Ella lo acusa en particular de haberla violado en cuatro ocasiones, la última de las cuales se remonta a la noche de su denuncia. Más tarde en entrevistas en medios de comunicación insistió en mantener su denuncian asegurando estar embarazada a causa de las supuestas violaciones.
Responde negando estas acusaciones en su cuenta de Twitter y denunciando un "complot" y un "intento de liquidación política" por parte del presidente Macky Sall, con el objetivo según él, a socavar su posible candidatura a las elecciones presidenciales de 2024. Sin embargo, confirma que era cliente del salón de belleza donde trabaja la denunciante para masajes de espalda, al tiempo que afirma que se aseguró de que dos personas estuvieran siempre presentes durante los masajes.

### Levantamiento de la inmunidad parlamentaria
Los miembros de la Asamblea votaron a favor, por amplia mayoría, el 26 de febrero de 2021, para levantar la inmunidad parlamentaria de su colega Ousmane Sonko abriendo la posibilidad de que se le juzgara. La sesión plenaria, que tuvo lugar a puerta cerrada debido a la pandemia de coronavirus, estuvo marcada por tensos enfrentamientos entre la mayoría y la oposición. Noventa y ocho diputados votaron a favor de levantar la inmunidad de Ousmane Sonko, uno votó en contra y dos se abstuvieron. Los diputados de la oposición abandonaron la sala antes de la votación.

### Detención
Ousmane Sonko fue citado por un juez de instrucción el 3 de marzo. Tras anunciar inicialmente que no asistiría a esta convocatoria afirmando que “no confiaba en la justicia” y haciendo un llamamiento a sus simpatizantes para que se mantuvieran movilizados decidió acudir pero lo hizo acompañado de sus seguidores a pesar de la prohibición de reuniones promulgada por el Covid-19  por lo que fue detenido.
La detención provocó numerosas manifestaciones y enfrentamientos con la policía. También se ha denunciado saqueos en tiendas. Se ha informado de la muerte de cinco personas.  El director de Amnistía Internacional Senegal, Seydi Gassama, exigió "una investigación independiente para esclarecer las circunstancias [de esta] muerte".
El Consejo Nacional Regulador del Audiovisual anunció que suspendería por 72 horas, a partir del 4 de marzo a las 5 de la tarde, la señal de dos televisiones privadas, Sen TV y Walf TV, tras haberles advertido previamente contra la difusión de contenidos que "explícita o implícitamente la disculpa por violencia ".

### Liberación
El 8 de marzo Sonko fue liberado bajo control judicial. El presidente del país Macky Sall hizo un llamamiento a la calma. La joven que denunció a Sonko mantiene su denuncia.
En mayo de 2021, la justicia senegalesa denegó a Ousmane Sonko la autorización para salir del territorio para ir al extranjero mientras se encuentra bajo control judicial desde su acusación por violación en marzo de 2021.
El juicio, aplazado al 8 de mayo de 2023, confirma la condena en primera instancia pero se aumenta la pena a 6 meses de prisión condicional.